# Koninklijke Belgische Judobond
De Koninklijke Belgische Judo Bond (K.B.J.B.) is de Belgische nationale judofederatie. Ze functioneert als koepelorganisatie, waardoor Judo Vlaanderen en de Fédération Francophone Belge de Judo een officiële affiliatie hebben met de buitenlandse judofederaties.
De K.B.J.B. is aangesloten bij de Europese Judo Unie (E.J.U.) en de Internationale Judo Federatie (I.J.F.).

## Geschiedenis
In 1949 wordt de eerste Belgische judofederatie opgericht: de Belgische Federale Judo en Jiu-Jitsu Associatie (A.F.B.J.J.J.). Kort daarop volgt de Belgische Amateur Judo Associatie (BEL.A.J.A.). Waar de eerste vooral actief is in het Franstalige landsdeel, heeft de tweede vooral Vlaamse leden. In 1959 fuseren beide bonden.
In 1979 wordt de naam gewijzigd in Belgische Judo Bond (B.J.B.), met daaronder de twee regionale federaties: de Vlaamse Judofederatie (V.J.F.) en de Ligue Francophone de Judo (L.F.J.).
In 2001 krijgt de Belgische Judo Bond het predicaat "Koninklijke" en wordt de naam Koninklijke Belgische Judo Bond (K.B.J.B.).